# Johann Matthäus Bechstein
Johann Matthäus Bechstein (11 de julio de 1757 - 23 de febrero de 1822) fue un naturalista, ornitólogo y experto en forestación alemán.

## Biografía
Berchstein nació en Waltershausen, distrito de Gotha en Turingia. Estudió en la Universidad de Jena. Fue director de la escuela forestal de Dreissigacker, cerca de Meiningen, en el distrito vecino de Schmalkalden-Meiningen. Después de la muerte de su único hijo, adoptó a su sobrino, Ludwig Bechstein.
Fue un prolífico zoólogo y uno de los primeros comprometidos con la conservación de la vida salvaje: además de su trabajo en ornitología publicó textos promoviendo la protección de los animales que eran considerados plagas en su época, como los murciélagos. El murciélago ratonero forestal (Myotis bechsteinii) fue nombrado en su honor.

## Obra
- Gemeinnützige Naturgeschichte Deutschlands (1789-95) -(Historia natural de especies no lucrativas en Alemania).
- Naturgeschichte der Stubenvögel. Ettinger, Gotha 1795.
- Johann Lathams Allgemeine Übersicht der Vögel (1791-1812) - (Descripción general de los pájaros).
- Gespräche im Wirthshause zu Klugheim über allerley Nützliches und Belehrendes aus der Natur und Oekonomie, Nürnberg 1796.
- Ornithologisches Taschenbuch (1802-03) - (libro en rústica de ornitología).
- Kurze aber gründliche Musterung aller bisher mit Recht oder Unrecht von dem Jäger als schädlich geachteten und getödteten Thiere, nebst Aufzählung einiger wirklich schädlichen, die er, seinem Berufe nach, nicht dafür erkennt,... Ettinger, Gotha 1792–1805.
- Naturgeschichte der Stubenthiere. Ettinger, Gotha 1797.
- Ornithologisches Taschenbuch von und für Deutschland oder Kurze Beschreibung aller Vögel Deutschlands für Liebhaber dieses Theils der Naturgeschichte. Richter, Leipzig 1802.
- Naturgeschichte der schädlichen Waldinsecten. Monath & Kußler, Nürnberg 1798–1800.
- Diana oder Gesellschaftsschrift zur Erweiterung und Berichtigung der Natur-, Forst- und Jagdkunde. Waltershausen 1797–1816.
- con Georg Ludwig Scharfenberg Vollständige Naturgeschichte der schädlichen Forstinsekten : ein Handbuch für Forstmänner, Cameralisten und Dekonomen 1804.
- Forstbotanik oder vollständige Naturgeschichte der deutschen Holzgewächse und einiger fremden. Gotha, in der Hennings'schen Buchhandlung, 1809.
- Die Forst- und Jagdwissenschaft nach allen ihren Theilen für angehende und ausübende Forstmänner und Jäger. Gotha, Erfurt 1818–35 p. m.
- La abreviatura «Bechst.» se emplea para indicar a Johann Matthäus Bechstein como autoridad en la descripción y clasificación científica de los vegetales.[1]

## Abreviatura (zoología)
La abreviatura Bechstein  se emplea para indicar a Johann Matthäus Bechstein como autoridad en la descripción y taxonomía en zoología.